# Andrzej Brycht
Andrzej Tadeusz Brycht, też Andrew Bright, ps. Andrzej Norbert (ur. 27 września 1935 w Warszawie, zm. 8 marca 1998 w Ancaster) – polski poeta, prozaik, reportażysta, laureat Nagrody Kościelskich za 1962 rok.

## Życiorys
Wychowany w Łodzi na Bałutach, w 1957 przeniósł się do Warszawy, gdzie został członkiem zespołu redakcyjnego tygodnika „Kierunki” i dwutygodnika „Współczesność”. W latach 1971–1987 przebywał za granicą, najpierw w Belgii, potem w Kanadzie. Był pisarzem o niezwykle ciekawej biografii. Zanim na poważnie zajął się literaturą, otarł się o szkołę wojskową, spędził jakiś czas w więzieniu, uprawiał boks i pracował w kopalni. Wszystkie te doświadczenia znalazły odzwierciedlenie w prozie Brychta, stanowiącej jego domenę.
Według dokumentów zachowanych w IPN, przed emigracją na Zachód Andrzej Brycht był tajnym współpracownikiem SB.

## Twórczość
Debiutował w 1954 na łamach czasopisma „Łódź Literacka” wierszem pt. Biblioteka. Należał do Pokolenia „Współczesności; jego opowiadania krytyka często porównywała z tekstami Marka Hłaski i Marka Nowakowskiego. Debiutem książkowym był tomik wierszy Czas bez Marii, którego tytuł nawiązywał do książki Tadeusza Borowskiego.
Za właściwy start na scenie literackiej należy jednak uznać Suche trawy, niewielki objętościowo tomik opowiadań z roku 1961. To tutaj objawił się Brycht jako doskonały stylista, który umiejętnie wykorzystywał „mowę ulicy”. Suche trawy to historie rozgrywające się wśród lumpenproletariatu. W Balbinie i Cyganie pisarz posłużył się techniką monologu wypowiedzianego, którą na polski grunt przeniósł Jarosław Iwaszkiewicz we Wzlocie (odpowiedzi na Upadek Alberta Camusa).
Kolejne tomy (Opadanie ziemi, Ulica pomarańczowa) stanowiły kontynuację tematyki znanej z debiutu.
Wielką popularność przyniosły Brychtowi przede wszystkim Dancing w kwaterze Hitlera i Raport z Monachium. W pierwszej z tych książek, w opowiadaniu tytułowym do głosu dochodzą akcenty antyniemieckie i krytyka tzw. bananowej młodzieży. Antyniemiecką pasję pokazał Brycht szczególnie w Raporcie z Monachium, stylizowanym na reportaż paszkwilu na zachodnie Niemcy – bohaterem jest sam autor, który jedzie do zachodnich sąsiadów na spotkanie z wydawcą. Ówczesna wroga polityka PRL wobec RFN zapewniła książce należytą promocję, a samemu Brychtowi dała liczne materialne profity.
Po „Raporcie” Brycht nie zdołał ukończyć w kraju żadnej książki. W 1970 ukazały się Marzenia zawierające wybór opowiadań z dawnych lat. W 1971 Brycht poprosił o azyl polityczny w Belgii, w tym samym roku paryska „Kultura” opublikowała opowiadanie Żywi (napisane jeszcze w 1964), które nie mogło ukazać się w kraju. Ostatecznie Andrzej Brycht osiadł w Kanadzie. Książki pisał też na obczyźnie (Opowieści z tranzytu, Azyl polityczny, Sandra).
W 1996 zachorował i zmarł na szpiczaka mnogiego. Został pochowany w Hamilton, w prowincji Ontario (Kanada).

## Publikacje

### Powieści, zbiory opowiadań, reportaże
- Czerwony węgiel. Reportaże (1960)
- Czas bez Marii. Poezje (1961)
- Suche trawy. Opowiadania (1961)
- Opadanie ziemi (1962) – zbiór opowiadań
- Ulica pomarańczowa (1963) – zbiór opowiadań
- Boss (1964) – wraz z Andrzejem Makowieckim
- Dancing w kwaterze Hitlera. Opowiadania (1966)
- Napad (1966)
- Operacja: Bank (1966)
- Wycieczka Auschwitz-Birkenau (1966)
- Sceny miłosne (1967) – powieść
- Raport z Monachium. Szkice (1967)
- Marzenia (1971) – zbiór opowiadań
- Opowieści z tranzytu (1986)
- Azyl polityczny (1989)
- Sandra (1990)
- Stopa Ikara (1990) – powieść sensacyjna wydana pod pseudonimem Andrew Bright

### Antologie
- Herbowi Podlasia; Panny do szewca; Bandycki świat (1988) – zbiór reportaży
- Białe plamy: Tom 5 (1989) – zbiór esejów
- Dyskretne namiętności: Antologia polskiej prozy homoerotycznej (1992) – zawiera opowiadanie Dies irae
- 100/XX: Antologia polskiego reportażu XX wieku: Tom 3 (2015) – zbiór reportaży

## Film o pisarzu
W serii programów biograficznych Errata do biografii powstał odcinek poświęcony Andrzejowi Brychtowi w reżyserii Zbigniewa Kowalewskiego.